# Ethmia spyrathodes
Ethmia spyrathodes is een vlinder uit de familie grasmineermotten (Elachistidae). De wetenschappelijke naam van deze soort is voor het eerst geldig gepubliceerd in 1922 door Meyrick.
De soort komt voor op het eiland Sao Tomé in Sao Tomé en Principe ten westen van het Afrikaanse continent.